# Ano Viannos
Ano Viannos (griechisch Ἀνω Βιάννος (f. sg.), auch Ano Vianos) ist ein griechisches Dorf im Süden der Insel Kreta mit 774 Einwohnern. Mit einigen umliegenden Dörfern bildet es eine Ortsgemeinschaft, die gleichzeitig Sitz der Gemeindeverwaltung der Gemeinde Viannos im Regionalbezirk Iraklio ist.

## Lage

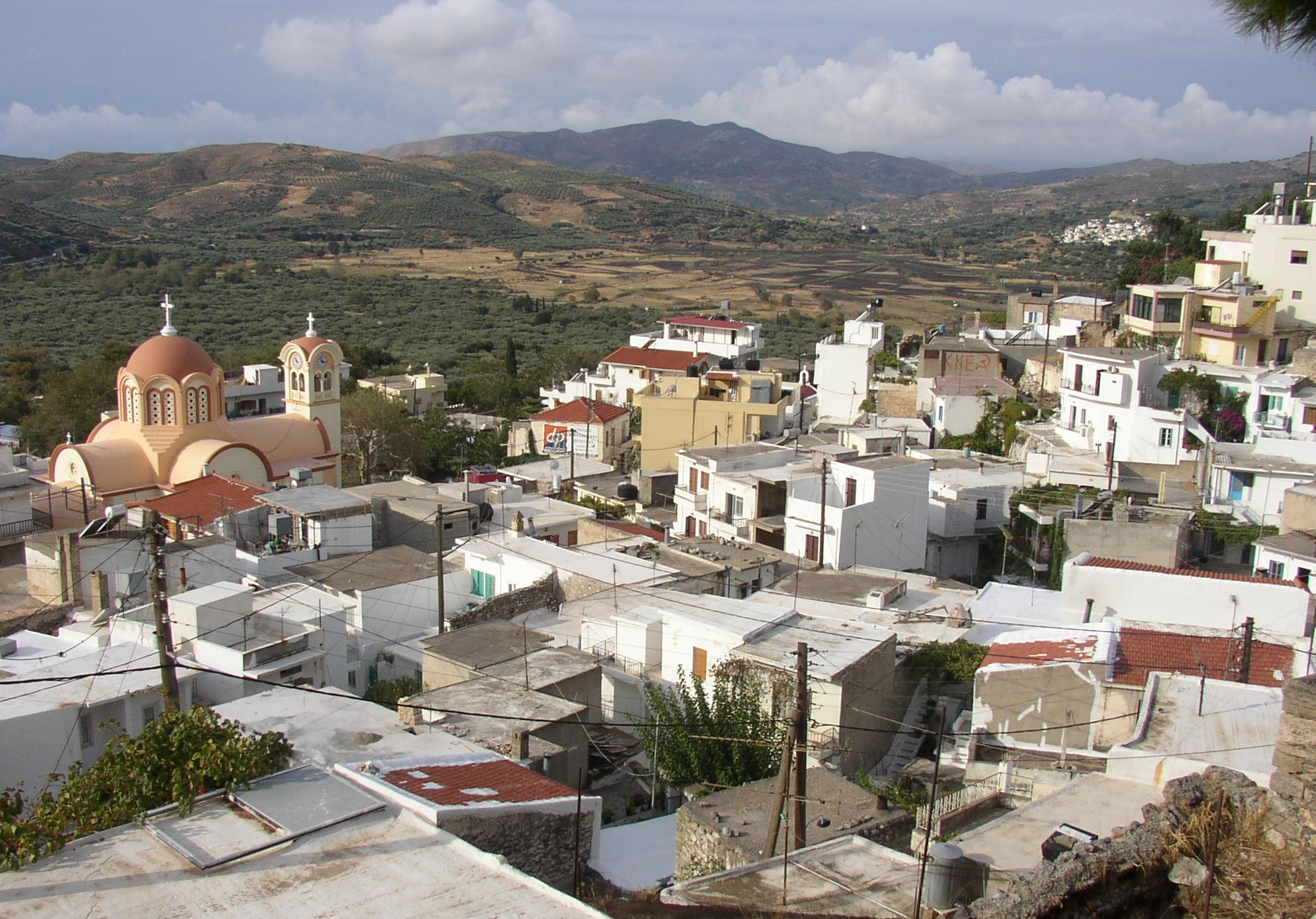
Ano Viannos

Ano Viannos liegt an der südlichen Seite des Dikti-Gebirges in einer durchschnittlichen Höhe von 560 m über NN, etwa 65 km südöstlich von Iraklio und 40 km westlich von Ierapetra.

## Geschichte
Am Hang westlich von Ano Viannos befinden sich Ruinen des antiken Biannos oder Biennus. Hier sollen nach der Sage die Aloiden den Kriegsgott Ares – den Stadtgott von Biennus – gefangen genommen haben. Im 3. Jahrhundert vor Chr. prägte Biennus eigene Münzen.
In byzantinisch-venezianischer Zeit war das heutige Ano Viannos eine bedeutende Stadt mit zwei Kastellen. Im Kampf gegen die Türken wurde es 1822 und 1866 zerstört; im 19. Jahrhundert war es zeitweise Bischofssitz.
Im September 1943 wurde der Ort im Rahmen des „Massakers von Viannos“, bei dem mehr als 400 Menschen durch deutsche Truppen ermordet wurden, weitgehend zerstört und nach dem Krieg wieder aufgebaut.

## Persönlichkeiten
Der kretische Journalist und Romanautor Ioannis Kondilakis (1862–1920), dessen Erzählungen als Vorlage mehrerer Filme dienten, wurde in Ano Viannos geboren.